# William Rainsborough (morto em 1642)
Sir William Rainsborough (1587 – fevereiro de 1642) foi um oficial e vice-almirante inglês da Marinha Real, embaixador em Marrocos e político, que foi membro da Câmara dos Comuns de Inglaterra entre 1640 e 1642.
A mando do rei Carlos I de Inglaterra, comandou uma expedição naval contra os corsários de Salé em junho de 1637. Os seus feitos foram enaltecidos numa mascarada da corte da autoria de Inigo Jones.
Pelos seus serviços na luta contra a escravidão sexual, foi-lhe oferecido um título hereditário de cavaleiro, que ele declinou para aceitar um título não hereditário. Em abril de 1640, foi eleito membro do chamado "Parlamento curto" por Aldeburgh, tendo sido reeleito para o "Parlamento longo" em novembro de 1642, onde teve assento até à sua morte em 1642.
Foi casado com Judith Horton, filha de Renold e Joane Horton. Os seus filhos Thomas e William foram figuras influentes na guerra civil inglesa, que combateram no partido dos Cabeças Redondas.